# Mário Celso Lopes
Mario Celso Lopes (Andradina, 5 de outubro de 1955) é um empresário, pecuarista, advogado e político brasileiro, filiado ao PSD. É empresário do setor de comércio imobiliário, especialista na compra e venda de fazendas. Lopes também é proprietário da MCL Empreendimentos.
Mário Celso iniciou seus trabalhos aos nove anos, num cartório de registro de imóveis, em Andradina. Depois disto, passou em um concurso público do Banco do Brasil e fez o curso de Direito.
Em 2002, comprou a Estância Malibu, em Castilho, num projeto ousado de ser o maior confinamento do país. 
Em 2017 o empresário foi preso pela Polícia Federal no desenrolar da operação "Greenfield", que apurava fraude em fundos de pensão. 
Em 2022 foi condenado a cinco ano e quatro meses de prisão, por trabalho escravo, mas está recorrendo da decisão. 
É proprietário do Oeste Plaza Shopping de Andradina, do ibis Andradina (Hotel Oeste Plaza) e do Parque Aquático Acqualinda.